# The Enemy Within (Stargate SG-1)
The Enemy Within (El Enemigo Interno en Latinoamérica, El Enemigo Interior en España) es el tercer  episodio de la primera temporada de la serie de televisión de ciencia ficción Stargate SG-1.

## Trama
Anteriormente escapando de Chulak, el Mayor Kawalsky fue infestado por un Goa'uld sin que nadie lo notara. El Goa'uld se mantuvo inactivo por un tiempo, pero luego comenzó a tomar el control de Kawalsky, haciéndole experimentar periodos de perdida de memoria momentánea, durante los cuales él incluso mató al doctor que había descubierto el simbionte.
Mientras tanto, Teal'c es interrogado por varios miembros del pentágono, revelando información importante sobre los Goa'uld. Los oficiales del alto mando deciden traerlo a Washington.
Una vez que en el SGC se descubre que Kawalsky está poseído por un Goa'uld, él mismo pide que le quiten el simbionte.
Sin embargo, este esta firmemente envuelto alrededor de su médula espinal, y quitarlo podría matar o paralizar a Kawalsky. Teal'c también les informa que el Goa'uld matará a su anfitrión si se intenta sacarlo. Por eso se trata de encontrar un sedante efectivo para adormecer al Goa'uld antes de comenzar la operación.
Teal'c permite que el personal médico realice experimentos controlados en su larva Goa'uld hasta encontrar un sedante eficaz. Después de hallarlo comienza la operación de extracción, y O'Neill le promete a Kawalsky matarlo si es que el Goa’uld gana. Sin embargo, la operación pareció tener éxito. Pero luego, al estar solo con Teal'c para agradecer su ayuda, los ojos de Kawalsky brillan intensamente y toma a Teal'c por el cuello. El Goa'uld, aunque se había extirpado casi del todo, se había unido irreversiblemente al cerebro del anfitrión y estaba en completo control (Kawalsky había muerto hace horas). Con Teal'c dominado, Kawalsky poseído intenta un escape rápido por el Stargate, sólo para encontrar a Teal'c parado en la rampa en su trayectoria. Luchan y luchan mientras que O'Neill y Hammond intentan cerrar el Portal. El Goa'uld empuja la lucha hasta el Stargate, y consigue meterse parcialmente pero en se momento el dispositivo se apaga, rebanando la parte posterior de la cabeza de Kawalsky, matando al simbionte inmediatamente.
Aunque son trágicos, estos acontecimientos también probaron el valor, la lealtad y el honor de Teal'c al SGC, y la recomendación de O’Neill le asigna así como el cuarto miembro de SG-1.

## Artistas invitados
- Jay Acovone como el Mayor Kawalsky.
- Kevin McNulty como el Dr. Warner.
- Gary Jones como Walter Harriman.
- Alan Rachins como el Coronel Kennedy.